# Franz Friedrich Wundram
Franz Friedrich Wundram (* um 1728; † 15. Oktober 1802 in Herrenhausen bei Hannover) war ein Seidenbau- und Ziegelei-Verwalter der staatlichen, landesherrlichen, Königlich Großbritannischen und Kurfürstlich Braunschweig-Lüneburgischen Ziegelei in Herrenhausen.

## Leben
1773 wurde Wundram, seinerzeit Inspektor der herrschaftlichen Ziegelei in Herrenhausen, beauftragt, sowohl den Maulbeergarten wieder instand zu setzen als auch das seit dem Siebenjährigen Krieg ungenutzte Seidenhaus wieder in Betrieb zu setzen. Da die Plantagen des Maulbeergartens zu klein erschienen, ließ Wundram auf allen möglichen Flächen Herrenhausens weitere Maulbeerbäume pflanzen. Bald konnten durchschnittlich 36 Pfund jährlich geerntete Seide bis nach Berlin oder in eine Hannoversche Weberei geliefert werden. Doch auch das Hannoversche Schulmeisterseminar, das Werkhaus und Privatpersonen konnten die Zucht von Seidenraupen bald mit den Blättern der Herrenhäuser Maulbeerbäume betreiben. Bis zur Einrichtung einer eigenständigen Gartenmeisterstelle wurde dem Ziegeleiverwalter Wundram bis 1780 auch die Verwaltung der auf 10 Hektar vergrößerten Maulbeerplantage übertragen. Sein Nachfolger in der Baumschule wurde Jobst Anton Stawasser beziehungsweise Jobst Edmund Wundram, der in der Herrenhäuser Hofgärtnerei ebenso arbeitete wie etwa der Gartenmeister Johann Wilhelm Tatter, der seinerzeitige Meistergeselle Johann Christoph Wendland oder der Botaniker Friedrich Ehrhard.
Wundrams Schrift Kurze und auf eigene Erfahrung gegründete Anweisung zum inländischen Seidenbau wurde gemeinsam mit gezüchteten Maulbeerbäumen in 1000 Exemplaren im ganzen Land kostenlos verteilt, um auch ärmeren Schichten durch die Anweisung zu einer Einkommensverbesserung zu verhelfen.
In der Zeitschrift Neues Hannöverisches Magazin publizierte Wundram die von ihm im Kurfürstentum Hannover eingeführte und vermehrte Anpflanzung von Runkelrüben, die sowohl beispielsweise für die Viehfütterung als auch zur Gewinnung von Ersatzkaffee genutzt werden können. Auch hier verteilte er wiederum kostenlos von ihm selbst gezüchtete Samen.
Franz Friedrich Wundram unterstand dem Direktor des Kurfürstlichen Ober-Hof-, Bau- und Garten-Departements Adolf August Friedrich von der Wense. Nachfolger Wundrams in der Verwaltung der Herrenhäuser Ziegelei wurde Carl Ludewig Schädler, der Sohn des Landbaumeisters Franz Schädler.
Gemeinsam mit Dorothea Lucia Röttger (* 4. Januar 1750; † 12. April 1812) hatte Wundram den in Herrenhausen am 14. Dezember 1772 geborenen Sohn Johann Heinrich Wundram († 26. Januar 1823 in Hannover), der Brücken- und Straßenbauingenieur wurde, sowie den Sohn Christian Ludwig Wundram (1769–1819), der die Laufbahn eines Pfarrers einschlug. Er hatte mindestens sieben Kinder.

## Archivalien
Archivalien von und über Franz Friedrich Wundram finden sich im Niedersächsischen Landesarchiv (Standort Hannover) unter dem Titel Bestallung und Kautionsbestellung des Ziegeleiverwalters F. F. Wundram für die Laufzeit von 1766 bis 1800, Signatur Dep. 103 XXIV Lagnr. 12852 bzw. Wundram, F. F., Ziegeleiverwalter.

## Schriften
- Kurze und auf eigene Erfahrung gegründete Anweisung zum inländischen Seidenbau. (148 Seiten) Von Franz Friedrich Wundram, Königlichem und Churfürstlichem Zieglei- und Seidenbauverwalter in Herrenhausen. Hannover: Georg Christoph Schlüter, 1792
- Verbesserter Unterricht wegen des inländischen Tabacksbaues, in Hannoverisches Magazin, 20tes Stück vom 9. März 1789
- Etwas über den Runkelrübenbau, in: Neues Hannöverisches Magazin, 16. Stück vom 25. Februar 1799; Digitalisat über Google-Bücher